# 33528 Jinzeman
33528 Jinzeman è un asteroide della fascia principale. Scoperto nel 1999, presenta un'orbita caratterizzata da un semiasse maggiore pari a 2,3345643 UA e da un'eccentricità di 0,1370927, inclinata di 3,66299° rispetto all'eclittica.